# 寻旺乡
寻旺乡，是中华人民共和国广西壮族自治区贵港市桂平市下辖的一个乡镇级行政单位。

## 行政区划
寻旺乡下辖以下地区：
复兴村、大为村、南津村、河南村、东塔村、绥陵村、寻旺村、福寿村、珍珠村、学中村、先锋村、高岭村和西南村。